# دوار بنزن
دوار بنزن (به انگلیسی: Dewar benzene) با فرمول شیمیایی C6H6 یک ترکیب شیمیایی با شناسه پاب‌کم 1049 است. که جرم مولی آن ۷۸٫۱ گرم بر مول می‌باشد. 